# Peter vom Stein

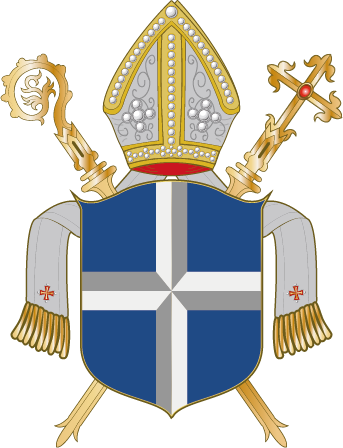
Wappen des Bistums Speyer

Peter vom Stein (* um 1390; † 31. Oktober 1480) war Generalvikar und Domkantor in Speyer sowie Domherr in Worms.

## Herkunft und Familie
Er entstammte dem am Heidelberger Hof auftretenden Patriziergeschlecht vom Stein (auch de Lapide), von dem man nur spärliche Nachrichten hat. Erstes dort vorkommendes Mitglied war Otto vom Stein, 1396 Notar Ruprechts II. von der Pfalz. Sein gleichnamiger Sohn wirkte 1400–1402 in der Kanzlei König Ruprechts und ist offenbar der Vater des Peter vom Stein sowie seiner drei Brüder Friedrich, Marsilius (Kleriker in Speyer, Stiftsdekan in Worms) und Otto (Domherr in Worms, † 1458).

## Leben und Wirken
Peter vom Stein studierte im Wintersemester 1400/1401 an der Universität Heidelberg. 1406 wurde er dort Bakkalaureus, 1407 erwarb er seinen Magister und das Lizentiat an der Artistenfakultät, 1410 erscheint er noch als Temptator (Prüfungscommissär) bei Magisterprüfungen. Bereits mit Datum vom 25. Februar 1401 präsentierte ihn König Ruprecht (auch Kurfürst von der Pfalz) als Kanoniker am Stift St. Peter zu Basel. Hierbei wird er als Kleriker aus dem Bistum Worms bezeichnet, wozu auch Heidelberg damals gehörte.
Seine Studien setzte er an der Universität Padua fort, um 1416 in die Heidelberger Fakultät für kanonisches Recht einzutreten. Er trug den Titel eines Doctor juris utriusque (kirchliches und weltliches Recht).
Zum 22. September 1453 wurde Peter vom Stein Rektor der Pfarrei Bacharach, deren Kollatur ebenfalls der Kurpfalz zustand. Dort war sein Bruder Otto bis 1449 Inhaber der Pfarrei gewesen.
1458 erhielt Peter vom Stein mit Unterstützung des Pfalzgrafen auch die Wormser Domherrenstelle seines in jenem Jahr verstorbenen Bruders Otto. 1459 wurde er Domherr in Speyer. Beide Stellen hatte er bis zu seinem Tode inne.
1466 erhielt der Kleriker eine Präbende an der  Speyerer St.-Moritz-Kirche, 1471 wurde er Domkantor in Speyer, am 4. März 1472 wählte man ihn zum Stiftspropst von St. German.

1462 war Peter vom Stein Kanzler des Mainzer Erzbischofs Diether von Isenburg, 1466 ernannte ihn der Speyerer Bischof Matthias von Rammung zu seinem Generalvikar, welches Amt er bis 1479 behielt. Rammung war kurpfälzischer Kanzler, zugleich ein gewissenhafter Landesherr und eifriger Reformer des kirchlichen Lebens in seinem Bistum. Bei den religiösen Reformmaßnahmen wurde Peter vom Stein sein engster Mitarbeiter. Die praktische Ausführung der vom Bischof angestrebten Reformen lag in seinen Händen und er hielt dazu mehrere Diözesansynoden ab. Der Historiker Franz Haffner schreibt 1961 über ihn:

„Er war ein Mann von seltenen ethischen Qualitäten. Ein ausgeprägtes Pflichtbewusstsein und unverzüglicher Gehorsam und Treue gegenüber seinem Bischof zeichneten ihn vor allem aus. Unermüdlich sorgte er für den Gottesdienst und hielt Klerus und Volk zum religiösen Leben an. Stets suchte er den zahlreichen Missständen zu begegnen. Wegen seiner großen Verdienste als Mitregenerator der Speyerer Diözese verdient er eine besondere Würdigung.“

.
Mit Datum vom 3. November 1479 ernannte man Peter vom Stein zum Rektor der Pfarre Herbolzheim bei Amorbach. Als annähernd 90-jähriger Greis war er im März und April 1480 noch in Gericht und Rat des Speyerer Bischofs Ludwig von Helmstatt tätig.
Er starb am 31. Oktober 1480 und ist an diesem Tag mit einem Jahrgedächtnis im jüngeren Seelbuch des Speyerer Domes eingetragen.